# Tankomaten

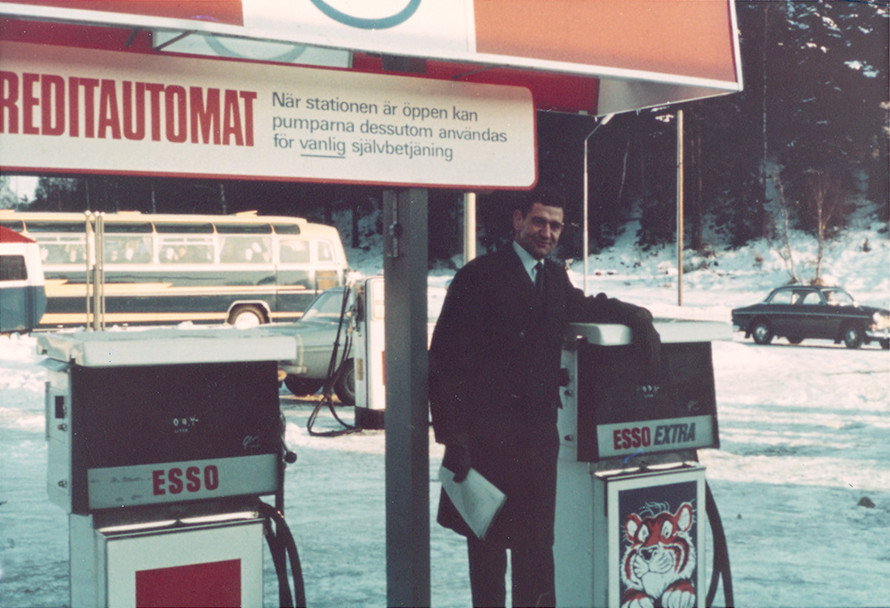
Invigningen av världens första Tankomat 1965.

Tankomaten utvecklades av Securitas och var den första bensinautomaten i världen som använde kreditkort, kod och registrering. Den första Tankomaten invigdes den 6 december 1965 vid Esso-stationen i Tumba (ganska snart efter öppnades stationer i Västerås och Ystad).
Kunden satte in sitt kreditkort i kortläsaren, slog sin 4-siffriga PIN-kod – och om koden var rätt, så kunde man tanka – vid vilken tid som helst på dygnet. Registrering av tankad volym, kundnummer och tid skedde på en klartextskrivare och på en 8-kanals hålremsstans (inne i stationen) för vidare databehandling. Denna uppfinning var startskottet till en snabb utveckling på automatiska obemannade bensinstationer både i Sverige och i de flesta länder i Europa. I dag ger varenda bensinstation denna möjlighet.
1964 hade Securitas också utvecklat det första passagekontrollsystemet i världen med kort, PIN-kod och registrering som också visades på Tekniska Mässan i Stockholm (Securicoll). Två år senare, 1967, invigdes också Bankomaten av Securitas/Metior. Alla dessa tre produkter var av samma familj och hade ett gemensamt systemtänkande.